# 老圣彼得教堂 (斯特拉斯堡)

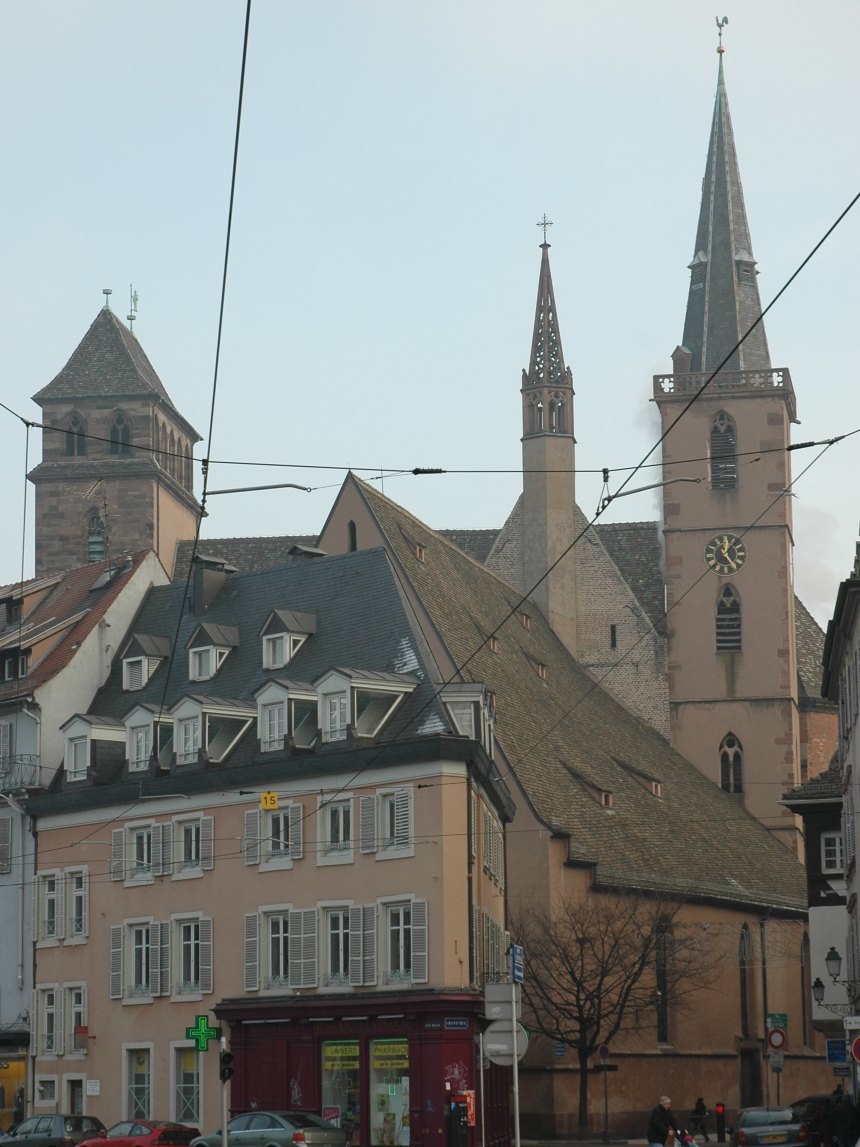
新教教堂

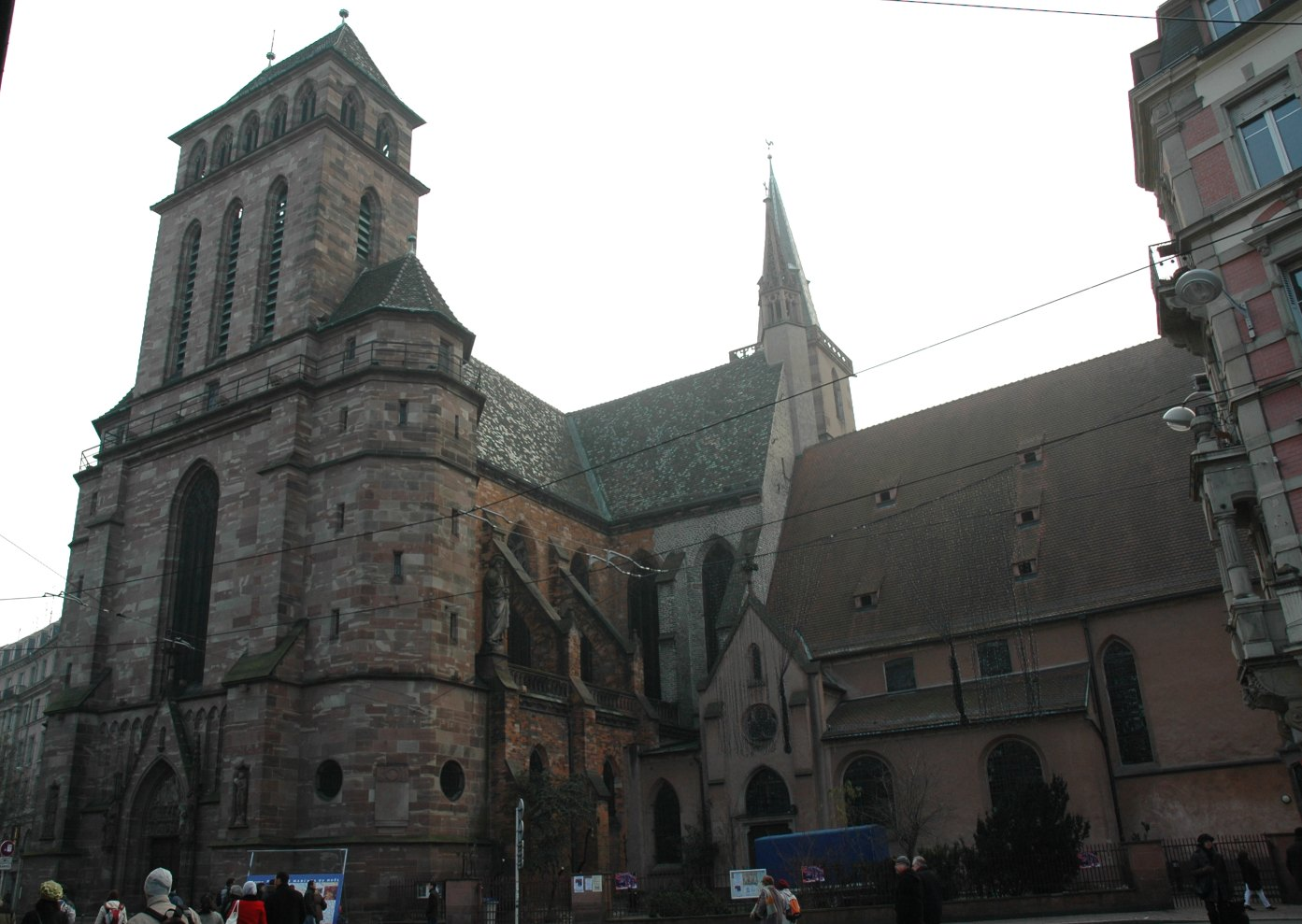
天主教堂

老圣彼得教堂（Église Saint-Pierre-le-Vieux）是法国斯特拉斯堡的一组教会建筑群，包括一座天主教堂和一座新教教堂。1981年12月18日，新教教堂被定为法国历史古迹。

## 历史
许多历史学家认为，这座教堂是斯特拉斯堡的第一个主教座堂。然而，教堂直到1130年才首次见于记载。它兴建在一条重要的罗马道路上。目前的哥特式建筑兴建于1382年，1529年变成新教教堂，为路德会在斯特拉斯堡的7个堂区之一。但路易十四又使它回到天主教。快速增加的信徒人数，使得宗教当局考虑兴建第二座教堂。建筑师康拉特负责这项建设（1867年）。新天主教堂垂直于原来的教堂。